# Tina Knowles
Celestine Beyincé Knowles-Lawson (nome de batismo: Celestine Ann Beyince) (Houston, 4 de janeiro de 1954) é uma empresária, designer de moda e filantropa norte-americana, conhecida por ser mãe das artistas musicais Beyoncé e Solange Knowles e dona da marca de roupas House of Deréon, além de ser ex-esposa do empresário Mathew Knowles. Ela, com o seu marido, ajudou a dirigir o grupo Destiny's Child, no início da carreira. Tina começou como designer fazendo figurinos para o grupo Destiny's Child. Durante os primeiros dias da carreira da filha, quando o dinheiro era limitado, ela re-aproveitava as roupas que as integrantes usavam no palco. Quando o grupo começou a fazer sucesso, Tina ainda continuava a fazer os figurinos, com melhores recursos. Logo depois, Beyoncé inspirou sua mãe a criar uma linha de roupas, com a ajuda a filha, as duas criaram a linha House of Deréon, as roupas da linha são mais ou menos estilo dos Anos 70 e também se inspira nos Anos 40, quando ainda era criança, via sua mãe desenhar.

## Relacionamento com Beyoncé e Solange
A cantora e atriz Solange Knowles tem sido destaque nos anúncios de impressão para House of Deréon. E Beyoncé Knowles ajuda a mãe a administrar o negócio, até porque a filha é uma grande empresária e uma enorme influência em todo o mundo.

## Vida Pessoal
Pediu divórcio do seu marido, Mathew Knowles no dia 11 de Novembro de 2009.